# Aschehougs debutantstipend
Aschehougs debutantstipend (eller Aschehougs debutantpris) er et norsk stipendium som uddeles årligt af Aschehoug til et af forlagets debutanter. Stipendet er en skønlitterær pris som uddeles efter indstilling fra forlagets redaktion dvs. det kan ikke søges om.

## Modtagere
- 1993 – Lene Therese Teigen, for Hvitt. Stille
- 1994 – Torild Wardenær, for I pionértiden
- 1995 – Sigmund Jensen, for Antikvarens datter og andre noveller
- 1996 – Harald Simonnæs, for Kalde bikkjesnuter
- 1997 – Runo Isaksen, for Åpen bok
- 1998 – Bjarte Breiteig, for Fantomsmerter
- 1999 – Kurt Aust, for Vredens dag
- 2000 – Eli Sol Vallersnes, for Høstreise
- 2001 – Carl Frode Tiller, for Skråninga
- 2002 – Endre Lund Eriksen, for Ingen kan stoppe meg no
- 2003 – Roger Fuglestad, for Scelus
- 2004 – Marianne Røise Kielland, for Kjøttsøvn
- 2005 – Adelheid Seyfarth, for Fars hus
- 2006 – Gøhril Gabrielsen, for Unevnelige hendelser
- 2007 – Kari Fredrikke Brænne, for Av en annen verden og Iselin B. Alvestad for Alanya – Veien følger hjertet
- 2008 – Lars Petter Sveen, for Køyre frå Fræna
- 2009 – Kjersti Vik, for Mandø
- 2010 – Helga Flatland, for Bli hvis du kan, reis hvis du må
- 2011 – Demian Vitanza, for Urak
- 2012 – Gabi Gleichmann, for Udødelighetens elixir
- 2013 – Roskva Koritzinsky, for Her inne et sted
- 2014 – Maria Kjos Fonn, for Dette har jeg aldri fortalt til noen
- 2015 – Christelle Ravneberget, for Jeg gidder ikke leve uten deg
- 2016 – Jon Krog Pedersen, for Bekymringsmelding for Hanna Tidemann
- 2017 – Therese Tungen, for Ein gong var dei ulvar